# Gran Mesquita de Ghardaïa
La gran mesquita de Ghardaïa o mesquita aljama de sidi Ghànim (àrab: الجامع سيدي غانم, jāmiʿ sīdī Ḡānim) és la mesquita aljama de Ghardaïa, al nord del desert algerià, i la més antiga de la ciutat. Data de la fundació de la ciutat en el segle xi i és famosa per la seua arquitectura excepcional. És una de les mesquites històriques més importants d'Algèria i és emblemàtica del Mzab.
La gran mesquita de Ghardaïa és un punt de referència essencial de l'àrea, la qual cosa li ha valgut el sobrenom de «el far espiritual», i ha exercit històricament les funcions de fortificació, escola, ajuntament i tribunal.

## Història
La gran mesquita fou fundada al mateix temps que el ksar (fortalesa) de Ghardaïa, el 1048, per notables mozabits com el xeic Mohamed Benyahia i el xeic Youcef Benyoumer. La ciutat de Ghardaïa es va construir a l'entorn de la mesquita.
En el segle xvi, amb el xeic Ammi Said, es va ampliar l'edifici..
Al llarg de la seua història, la mesquita ha exercit un paper essencial a l'àrea de Ghardaïa: madrassa, ajuntament i tribunal per a jutjar litigis segons la llei islàmica o xaria.

## Arquitectura
Al punt més alt de la vall de Mzab, la gran mesquita de Ghardaïa és famosa per la seua arquitectura adaptada al desert i la seua capacitat per a adaptar-se a les necessitats de la població urbana.
Té dos minarets. El més imposant, de 23 metres d'alçada, es va construir al segle xvi. Actua, també, com a torre de guaita.
El segon minaret, més menut, d'uns sis metres, data de la fundació de la mesquita.
La mesquita té dues sales d'oració i aules d'ensenyament (anomenades majlis pels mozabits).